# Hồ Kênh Lấp
Hồ Kênh Lấp là hồ chứa nước ngọt ở xã Tân Xuân, huyện Ba Tri, tỉnh Bến Tre. Đây là hồ chứa nước ngọt lớn nhất đồng bằng sông Cửu Long.

## Lịch sử
Hồ Kênh Lấp ban đầu là một con kênh được đào vào thời Pháp thuộc, khoảng năm 1900. Con kênh có chiều dài hơn 14,6 km, từ thị trấn Ba Tri đi qua nhiều xã, điểm cuối là xã Tân Xuân. Tổng diện tích mặt nước của dòng kênh này hơn 60 ha (hơn 0,6 km²). Mục đích đào kênh ban đầu của chính quyền thuộc địa là để nối liền giao thông đường thủy từ sông Hàm Luông đến sông Ba Lai, nhưng sau khi đào xong thì lượng nước từ sông Hàm Luông đổ về Ba Lai quá lớn tạo ra dòng chảy mạnh gây nên sạt lở lớn hai bên bờ sông, vì vậy dân đã đắp bít hai đầu kênh và tạo thành kênh Lấp.
Đợt thiên tai hạn mặn vào năm 2016, huyện Ba Tri thiệt hại hơn 12.000 ha lúa Đông Xuân, hơn 100.000 gia súc thiếu nước uống, hơn 200 cơ sở sản xuất kinh tế tiểu thủ công nghiệp bị đình trệ do thiếu nước ngọt, và tình trạng không đủ nước ngọt sinh hoạt của người dân, do đó chính quyền địa phương nhìn nhận việc trữ nước quy mô lớn là cần thiết.
Vốn dĩ là một đoạn kênh rộng, do nhu cầu thủy lợi nên chính quyền tỉnh Bến Tre đã quyết định cho cải tạo thành hồ chứa. Ngày 3 tháng 5 năm 2016, Bí thư Tỉnh ủy Bến Tre là Võ Thành Hạo đã cùng đoàn khảo sát đến thị sát thực địa khu vực kênh Lấp. Dự án cải tạo với số vốn đầu tư 85 tỷ VND, trong đó có 10 tỷ VND do tỉnh Đồng Nai hỗ trợ và bắt đầu đầu xây dựng từ năm 2017. Đơn vị thi công đã nạo vét lòng kênh trên chiều dài 4,6 km, bề rộng 30 – 90 m tùy đoạn.
Ngày 3 tháng 8 năm 2019, hồ Kênh Lấp được đưa vào sử dụng.

## Mô tả
Hồ Kênh Lấp là một hồ nhân tạo có chiều dài gần 5 km, rộng 40 – 100 m, lòng hồ sâu 2 m, chứa gần 1 triệu m³ nước. Hồ đi qua ba xã Tân Xuân, Phước Tuy và Phú Ngãi. Việc cải tạo thành hồ chứa nhằm khắc phục tình trạng thiếu nước sinh hoạt, canh tác, và do hậu quả của đợt hạn mặn 2015 - 2016. Hồ Kênh Lấp được đưa vào sử dụng vào năm 2019, với dung tích nước phục vụ canh tác, sinh hoạt cho hơn 200.000 dân của 24 xã, thị trấn thuộc huyện Ba Tri.
Hồ chứa Kênh Lấp được chính quyền bàn giao cho Công ty TNHH MTV Khai thác công trình thủy lợi Bến Tre quản lý và vận hành. Gần hồ có Nhà máy nước sạch Kênh Lấp (ấp 1 xã Phú Ngãi, huyện Ba Tri) do Công ty CP Sản xuất và Thương mại N.I.D khai thác có công suất 10 ngàn m³/ngày đêm.
Tên chính xác của công trình hồ chứa này được ghi trong dự án là Hồ chứa nước ngọt huyện Ba Tri nhưng đối với người dân huyện Ba Tri họ quen gọi là Hồ Kênh Lấp.

## Thiên tai
Trong đợt hạn hán nghiêm trọng cuối 2019 đầu năm 2020, hồ Kênh Lấp bị nhiễm mặn, từ chức năng là một hồ trữ nước ngọt biến thành hồ nước mặn, sau đó đến tháng 4 thì khô cạn nước, thấy cả đáy hồ. Hồ Kênh Lấp trước đây là con kênh thông ra sông Ba Lai, nếu nước sông Ba Lai bị mặn thì nước trong kênh Lấp ngay lập tức mặn theo, mặc dù đã cải tạo, ngăn với sông bên ngoài nhưng qua đợt hạn hán của vùng đồng bằng sông Cửu Long, hồ vẫn bị nhiễm mặn. Ghi nhận vào ngày 3 tháng 2 năm 2020, mực nước hồ giảm 1 m và độ mặn đo được là 1,45/nghìn.

## Ảnh

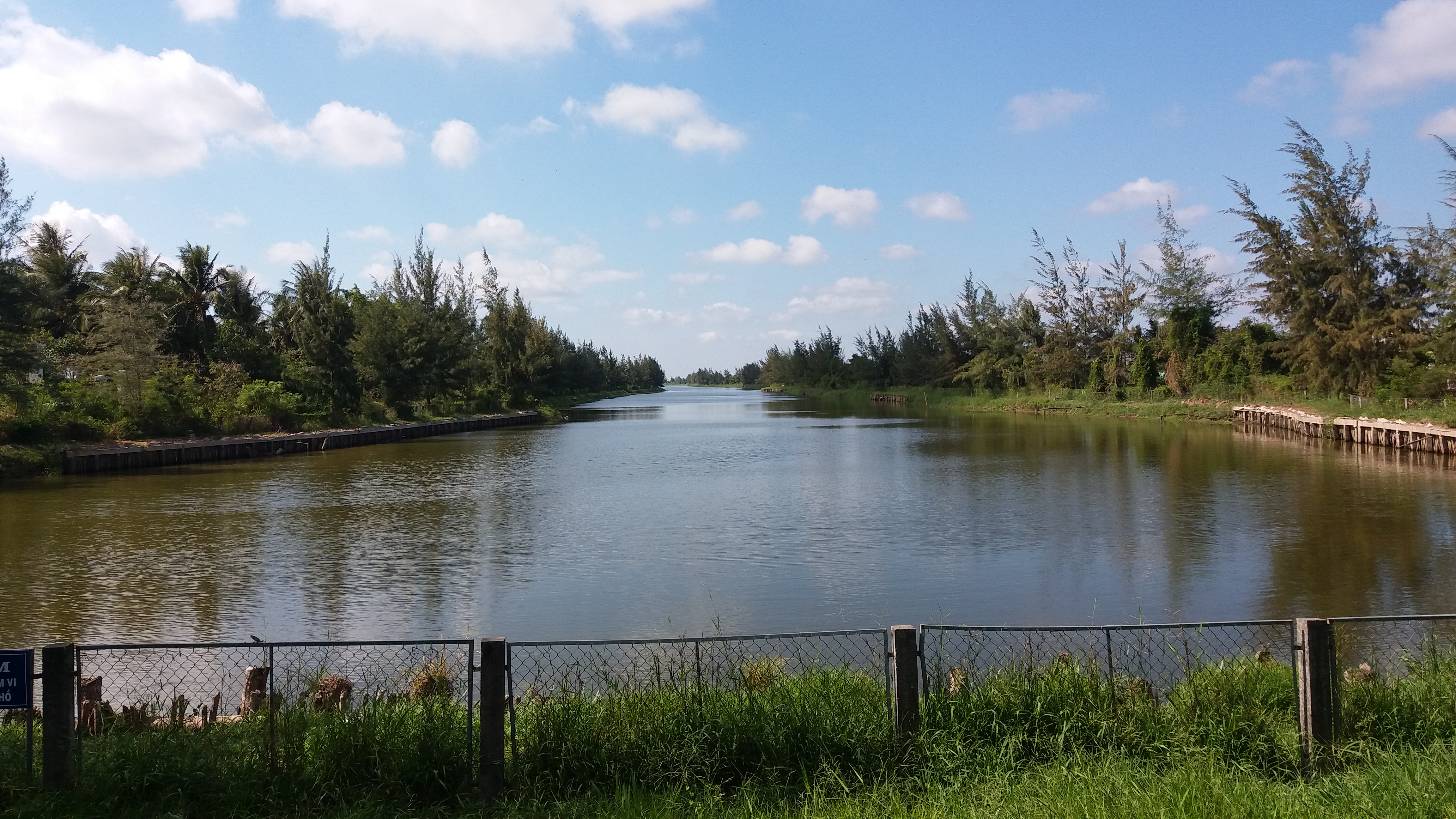
phía nam hồ Kênh Lấp
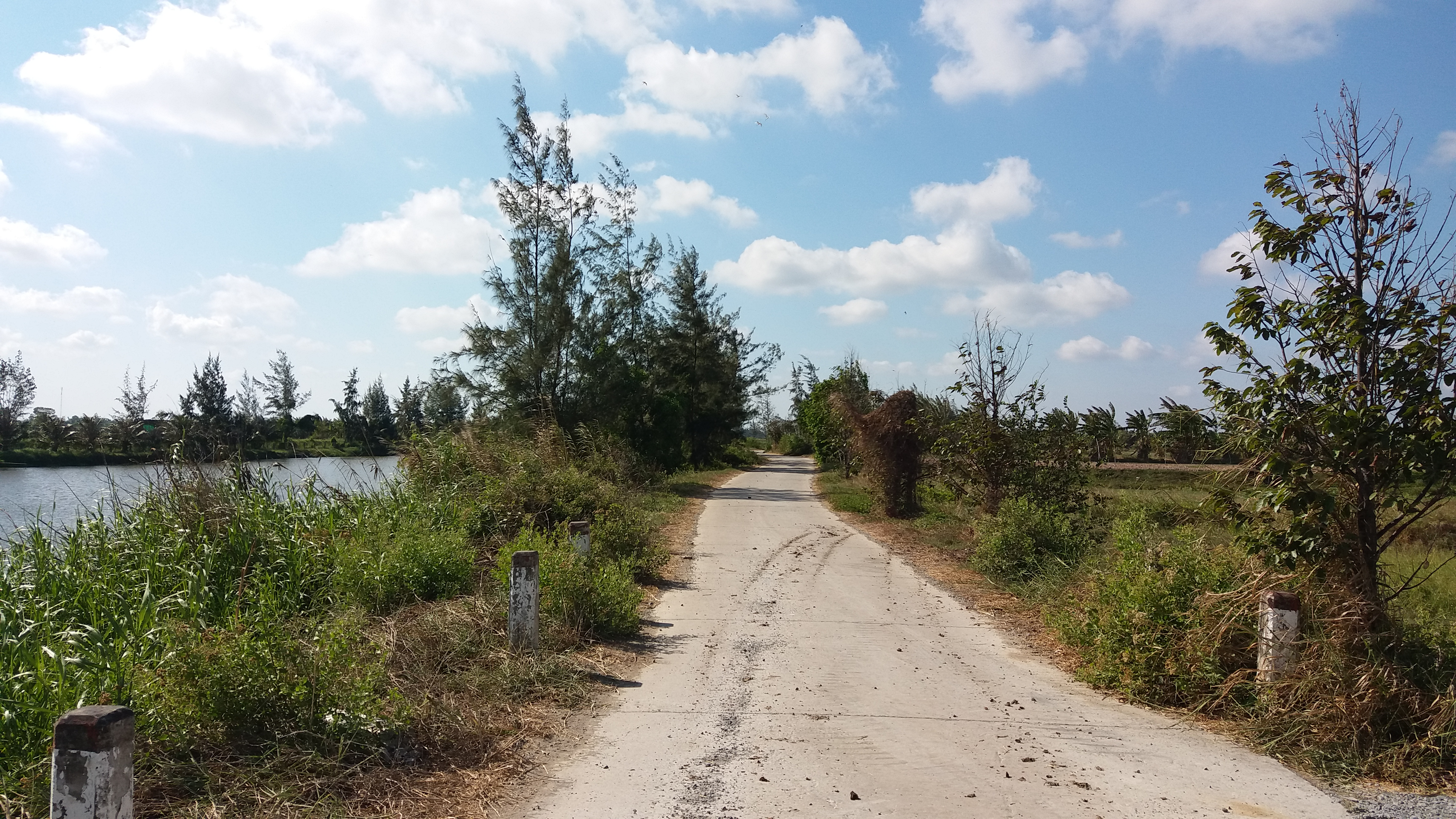
con đường dọc theo hồ ở bờ đông
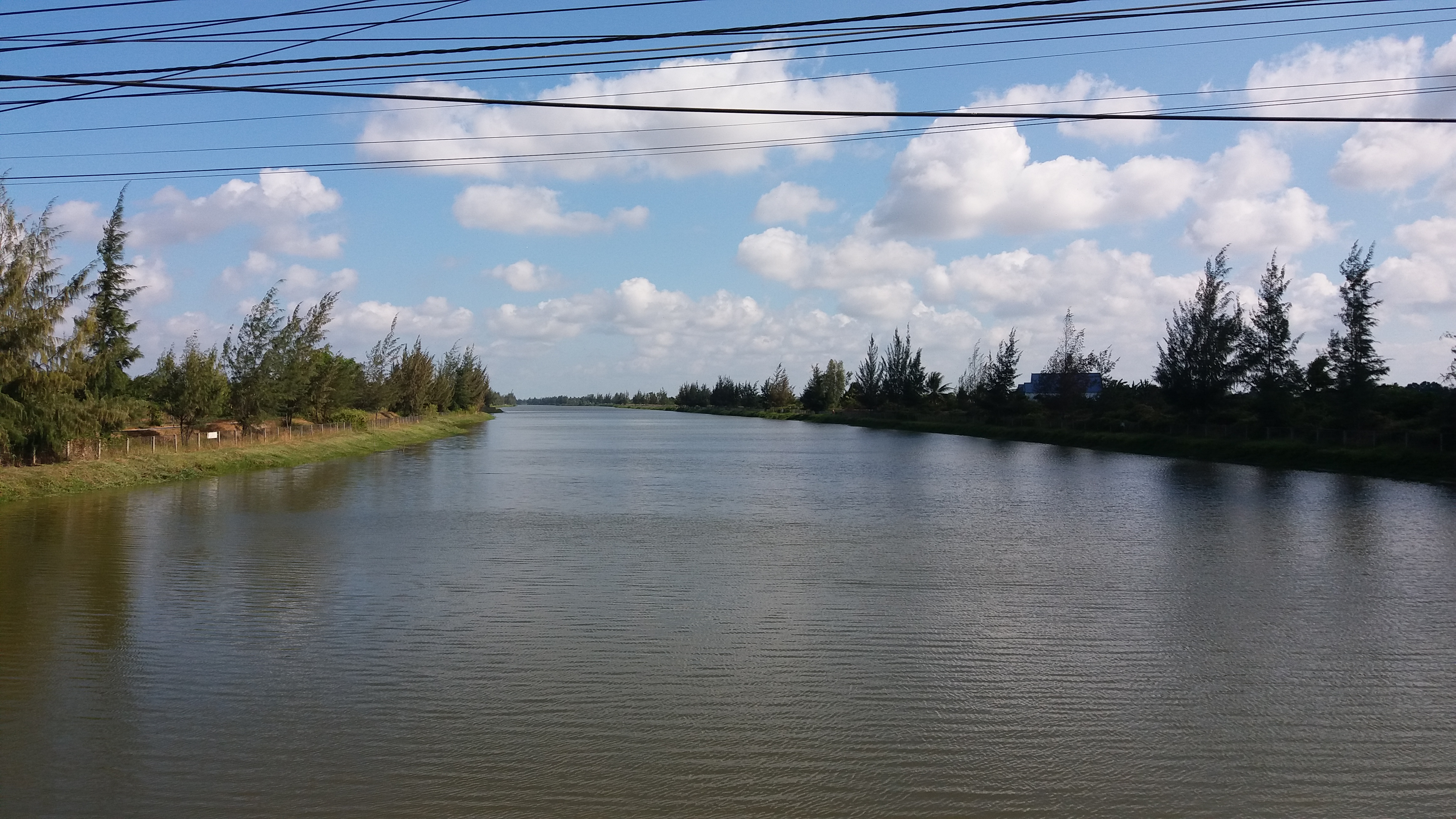
phía bắc hồ Kênh Lấp